# Elisabetta Keller
Elisabetta Keller, également connue sous le nom d'Elisabeth Keller, née le 6 juillet 1891 à Monza et morte le 19 février 1969 à San Francisco, est une artiste suisse née en Italie. Elle est l'une des fondatrices du Club italien Soroptimist.

## Biographie
Originaire d'Italie, Elisabetta Keller est la fille de Robert Keller, fabricant de textiles à Zurich. Son grand-père Karl Keller, est le fondateur de la Société de la Tonhalle à Zurich, la plus grande institution suisse de musique symphonique. La mère d'Elisabetta Keller est Susanne Roux, descendante de deux familles d'artistes suisses bien connues, dont le grand-père Gustave Roux est un éminent peintre genevois, et son oncle Eugène Rambert, un célèbre poète vaudois.
Elisabetta Keller passe son enfance à Monza, à la Villa Keller, une résidence de Piermarini, où artistes et musiciens sont accueillis grâce au mécénat de son père Robert Keller, collectionneur d'art et amateur de photographie et de musique. Élevée dans une atmosphère culturellement stimulante, elle hésite un temps entre la musique et la peinture. Elle étudie le piano avec Vincenzo Appiani, et se consacre tout aussi passionnément au chant. Elle est admise dans le chœur de la Scala, sous la direction d'Arturo Toscanini. 
Viale Beatrice d'Este étant la résidence de nombre de ses amis appartenant à la noblesse européenne, la noble suisse Elisabetta Keller, fille du peintre Gustave Roux, quittera sa grande villa de Monza pour s'installer peindre dans sa maison du 17 Viale Beatrice d'Este, à Milan, où il a peint ses tableaux les plus importants, trouvant l'inspiration en se promenant sous les grands arbres de l'avenue, et partageant ses recherches artistiques avec le poète Delio Tessa qui a toujours vécu , ainsi que Fiorenzo Tomea dans le Palazzo de Viale Beatrice d'Este 17.
En 1915, elle se marie avec Giovanni Battista Pitscheider, neveu du peintre italien Pompeo Mariani. Ils sont les parents Benedetta Mariana (1916-2003) et Umberto Mariana (1918-2013).  
Elisabetta Keller décède à San Francisco, en Californie, le 19 février 1969.

## Carrière artistique
Elisabetta Keller se forme à différents médias artistiques, avant de choisir les pastels. Bien qu'elle réalise des paysages et des natures mortes, elle est surtout reconnue pour ses portraits, souvent de la classe supérieure et de la bourgeoisie milanaise. Parmi ses sujets figure notamment, son ami proche, le poète Delio Tessa, ou le pape Pie XI, un ami de longue date de la famille,,.
Le Club Soroptimiste de Milan, premier club soroptimiste d'Italie, est créé au cours d'une série de réunions tenues à la résidence d’Elisabetta Keller en 1928. Les vingt-cinq premiers membres comprennent la compositrice italienne Giulia Recli et l'écrivaine Ada Negri. En 1931, Elisabeth Keller devient la deuxième présidente de l'organisation.
Le Soroptimist Internationall (SI) est une organisation mondiale de service volontaire pour les femmes qui travaillent pour la paix, et en particulier pour améliorer la vie des femmes et des filles, dans les communautés locales et dans le monde entier.

## Publications
- Elisabetta Keller, Mario Recchi, Sérgio Martinelli, Casa d'arte palazzi, Società editrice d'arte illustrata, 67 pages, 1925